# 명동항
명동항은 경상남도 창원시 진해구 웅천동에 있는 어항이다. 2003년 3월 27일 어촌정주어항으로 지정되었다. 시설관리자는 창원시장이다.

## 어항 구역
- 수역: 서쪽해안끝단에서 전방위 북위35°05′27″ 동경128°43′00와 동쪽으로 북위35°05′27″ 동경128°43′17″ 북측으로 기존동측방파제기부를 연결한 선내의 연안 수역[1]

## 어항 시설
- 방파제(L=110m, B=8m), 방파제(L=107m, B=5m), 선착장(L=115m, B=3m)